# Dwór (Hruszniew-Kolonia)
Dwór – część wsi Hruszniew-Kolonia w Polsce położona w województwie mazowieckim, w powiecie łosickim, w gminie Platerów.
W latach 1975–1998 Dwór należał administracyjnie do województwa bialskopodlaskiego.